# Rybarzowice
Rybarzowice (dal tedesco Fischersdorf) è un villaggio in Polonia localizzato nel voivodato di Slesia, in provincia di Bielsko-Biała, appartenente al Comune di Buczkowice.
Si estende per un'area di 838 ettari e conta 3 448 abitanti, la densità della popolazione è di 411,5 ab./km².

## Storia
La prima citazione risale al 1581.
Secondo il censimento austriaco del 1900, nell'area di Rybarzowice vi erano 223 edifici in cui abitavano 1 536 persone (densità abitativa di 173,6 ab/Km²) di cui 1.525 (il 99,3%) erano cattolici ed 11 (il restante 0,7%) erano ebrei; il 99,5% degli abitanti parlava il polacco.
Dal 1975 al 1998, la località apparteneva al voivodato di Bielsko-Biała.

## Monumenti e luoghi d'interesse
- "La quercia grassa" - vi è la leggenda secondo la quale il re polacco Giovanni III si riposò alle sue radici quando stava andando a Vienna, la quercia ha circa 600 anni;
- L'antico mulino;
- Il Monumento dell'Indipendenza (risale al periodo tra le due guerre, durante la seconda guerra mondiale la lapide è stata creata e tenuta nascosta nelle abitazioni, è stato rinnovato in occasione della Festa della Liberazione dell'11 novembre 2008.

Il rinnovamento è stato effettuato dall'OSP di Rybarzowice (un'organizzazione di pompieri volontari) con l'appoggio degli abitanti, di Don Władysław Urbańczyk, della provincia di Bielsko-Biała e del comune di Buczkowice.

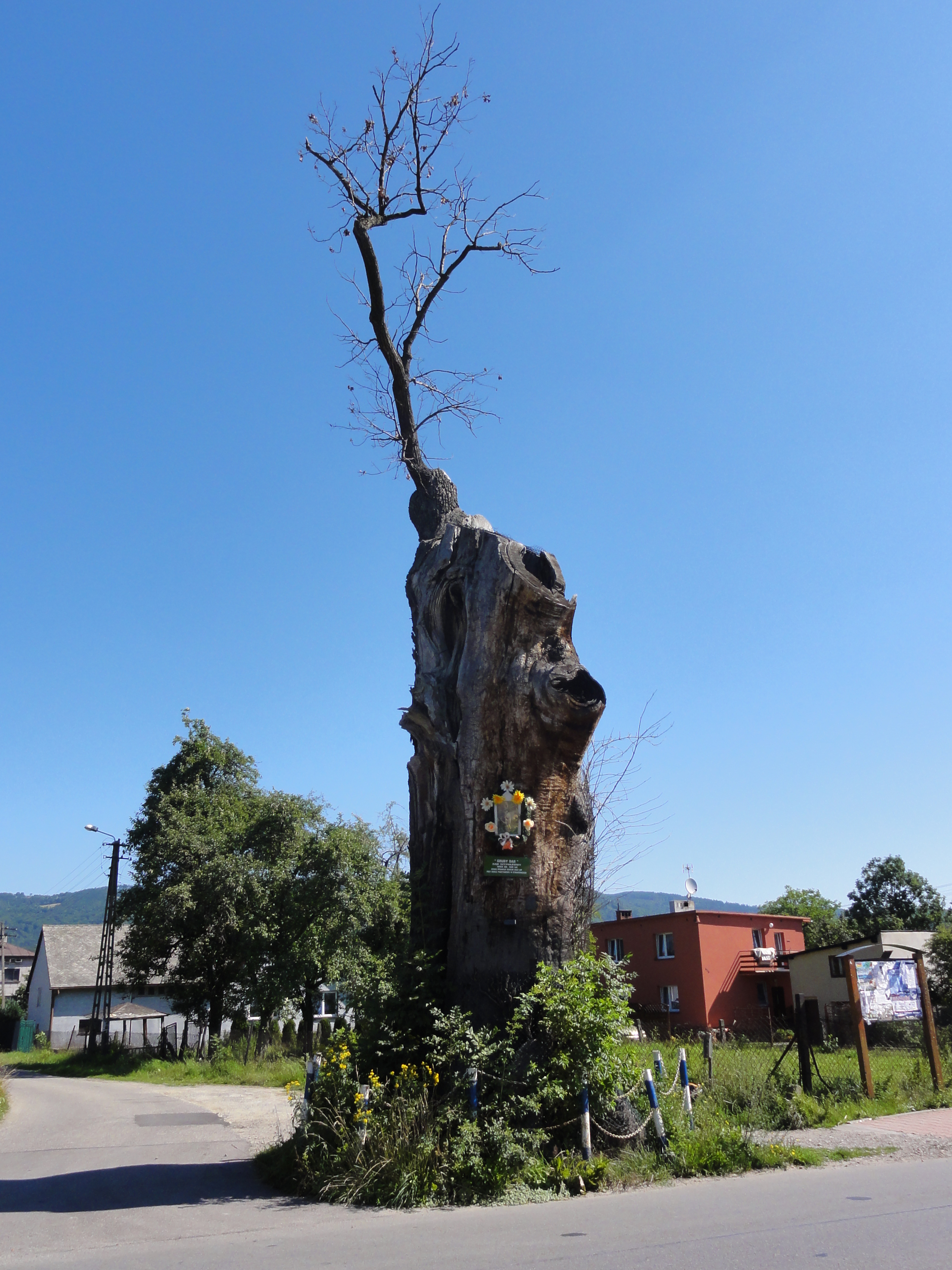
La quercia grassa
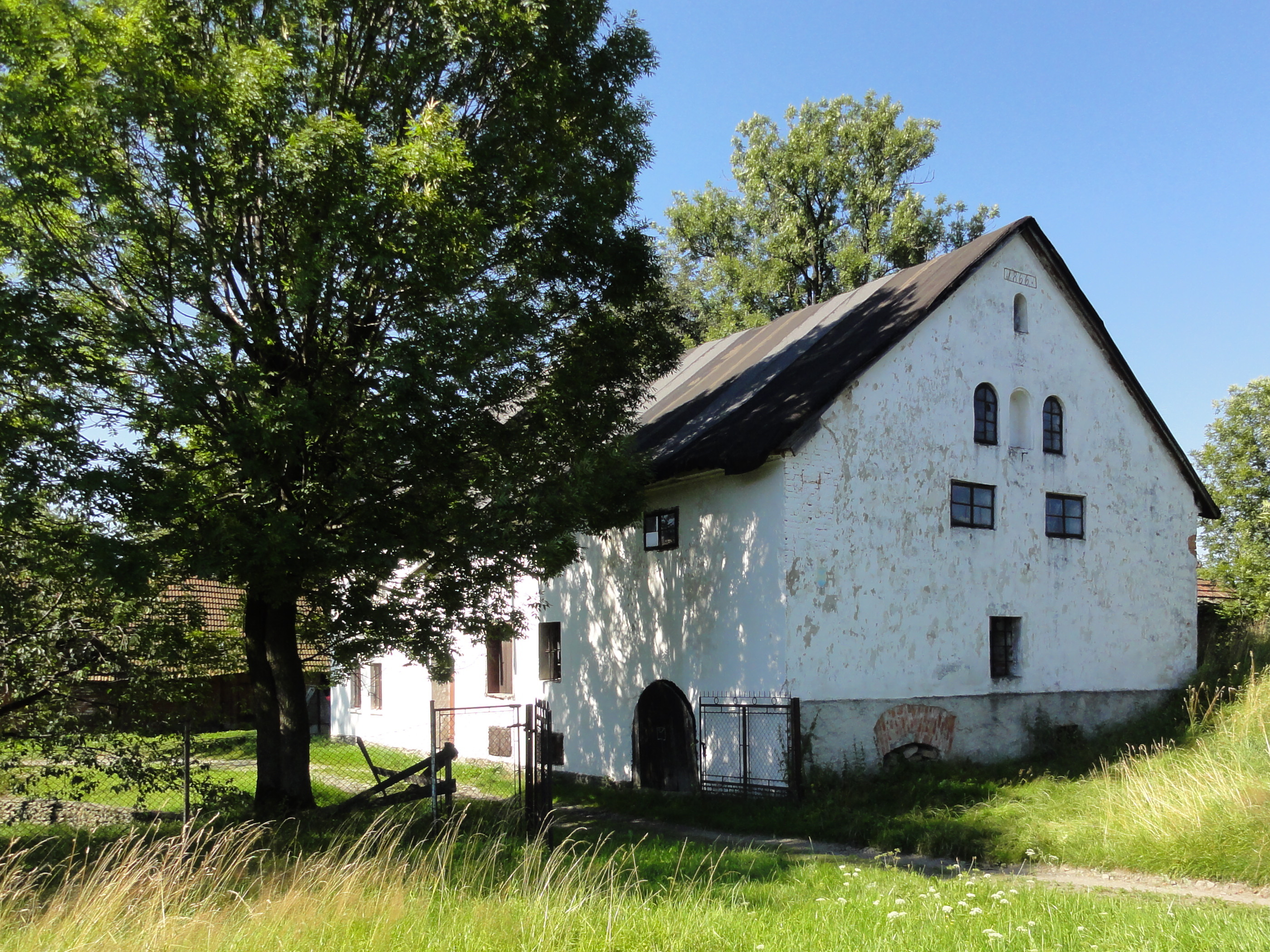
L'antica casa con il mulino
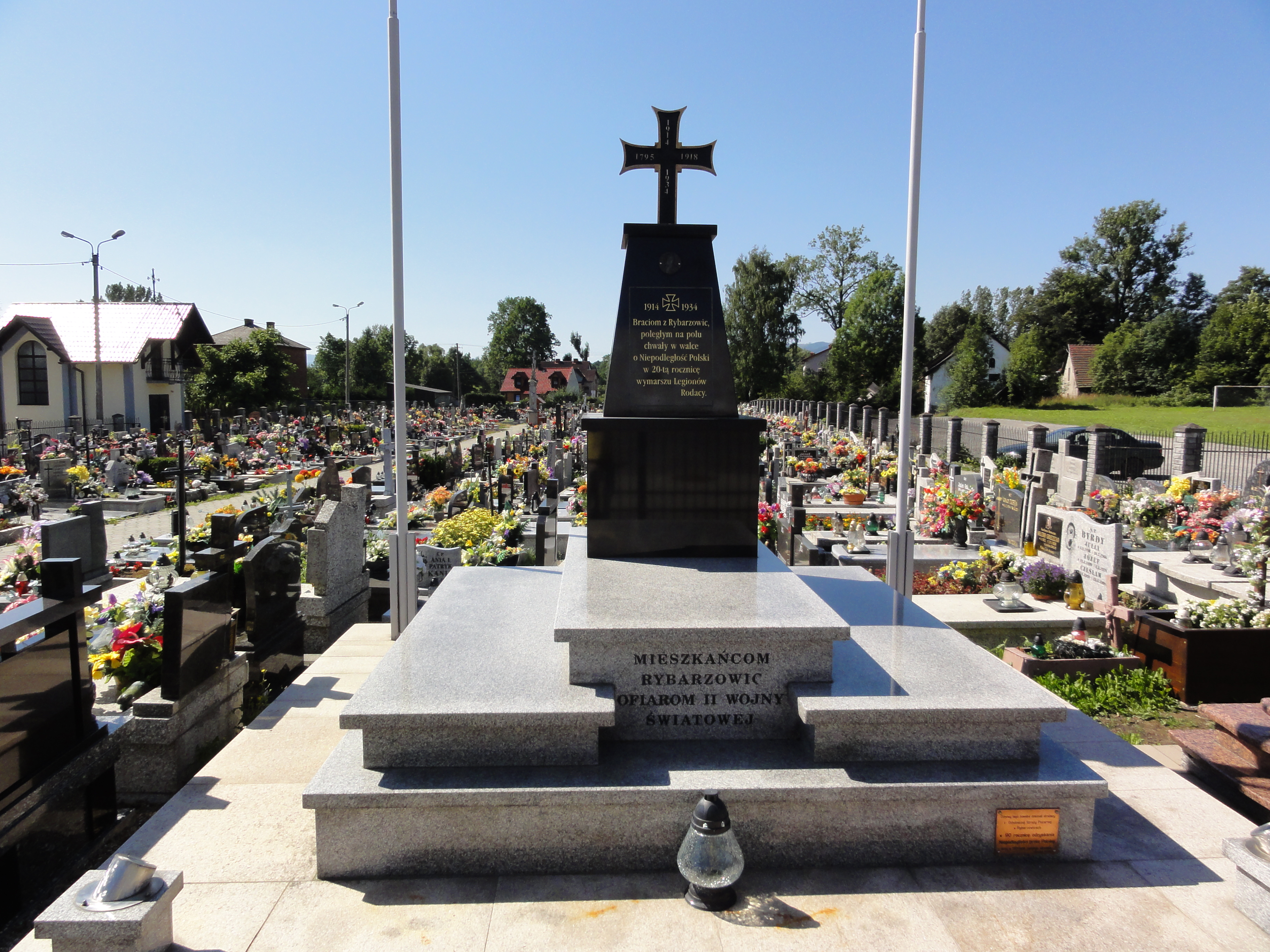
Il Monumento dell'Indipendenza

## Società

### Religione
Nel villaggio è presente una Chiesa cattolica, la Parrocchia di Nostra Signora della Consolazione (in polacco Parafia Matki Bożej Pocieszenia)

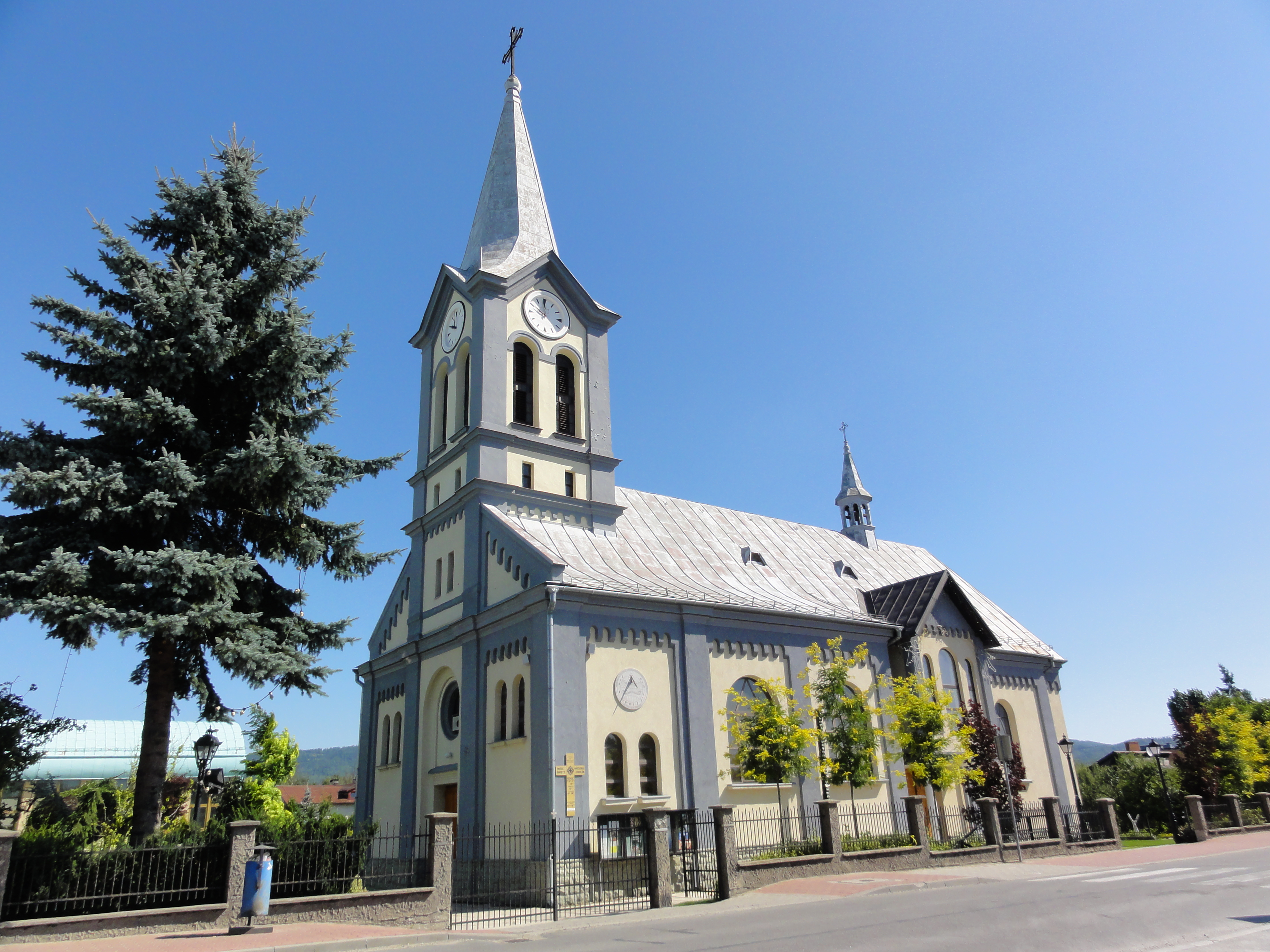
La Chiesa di Rybarzowice

## Educazione e sport
A Rybarzowice sono presenti un asilo, una scuola elementare ed una scuola media, tutte e tre pubbliche.
Nel 2007 è stato fondato il club sportivo Iskra.
Dal 2010 sono partiti i lavori per la costruzione di un palazzetto dello sport, che hanno visto il termine ed il completamento nel 2012.

## Collegamenti stradali e mezzi pubblici
Per quanto riguarda i mezzi pubblici, Rybarzowice è collegata a Bielsko-Biała ed altre località attraverso l'azienda di trasporti pubblici PKS.